# 絶景!アジア紀行
絶景!アジア紀行（ぜっけい!アジアきこう）は、TBS系列で、2008年4月27日から同年6月29日まで、毎週日曜日の23:30 - 翌0:00（JST）で放送された深夜の紀行風ドキュメンタリー番組である。番組内では「絶景アジア紀行」と表記されていた。ハイビジョン制作で、地上アナログ放送ではレターボックス形式で放送。

## 番組概要
アジアの大自然や文化を、一つの地域に対し4週にわたって紹介。2つのシリーズに分けられており、第一シリーズのインド編「聖なるガンジス河」を経て、2008年6月1日より第二シリーズの中国編「神秘の中国」を放送し、最終回となった2008年6月29日には、総集編を放送した。
番組は、イギリスBBC制作のドキュメンタリー「ガンジス」及び「ワイルド・チャイナ」の映像に、独自の撮り下ろしリポートが挿入される。撮り下ろし部分は女優がリポーターとして出演した。作りとしては、映像の部分は同枠で放送されてきた『世界遺産』に、撮り下ろしリポートは『日立 世界・ふしぎ発見!』のミステリーハンターのリポートに似せた雰囲気であった。
5月25日には、前枠で放送されている『情熱大陸』が、500回を記念した1時間拡大版を放送したため休止した。第一・第二シリーズの切り替えは、この休止日を境に行われた。
毎週番組終了後には、次番組の『ワンステップ!』の告知が流され、最終回では、『ワンステップ!』出演者の山口智充（DonDokoDon）と佐藤隆太が告知を行った。

## 出演者
- インド編リポーター：片瀬那奈
- 中国編リポーター：多部未華子
- ナレーター：奥田民義（リポーター自身もナレーションを行う）

## スタッフ
- 構成：山根真吾
- 撮影：柳ヶ瀬善夫
- 音声：岡 賢治
- 編集：蓮田貴志
- MA：高山 元
- 選曲：久坂惠紹
- TK：岸田純子
- 宣伝：小山陽介
- デスク：大島史子
- 衣裳協力：AY、ISBIT、LANENLANCO,LTD、FRAPBOIS、NE-NET、COLUPBIA、FIALLRAVEN
- 盛修：達藤秀紀
- コーディネート：No.1s
- オープニングテーマ：矢田部正『Life of Asia』
- テーマ音楽協力：柴田 新
- 制作協力：BBC MMVIC、エグゼクティブプロデューサー：ブライアン・リース、シリーダープロデューサー：フィル・チャブマン、東阪企画
- AP：岡田慎太郎、中村奈穂、三門綾子
- AD：佐藤江美、長谷倫行
- ディレクター：大島敦子
- 演出：藤好 耕
- プロデューサー：大久保徳宏、青海鉄山
- チーフプロデューサー：菊野浩樹
- 製作：ドリマックス・テレビジョン、TBS

## テーマ曲
- 矢田部正『Life of Asia』